# Electrophaes albipunctaria
Electrophaes albipunctaria är en fjärilsart som beskrevs av John Henry Leech 1897. Electrophaes albipunctaria ingår i släktet Electrophaes och familjen mätare. Inga underarter finns listade i Catalogue of Life.